# العلاقات المغربية القبرصية
العلاقات المغربية القبرصية هي العلاقات الثنائية التي تجمع بين المغرب وقبرص.

## موقف قبرص بشأن قضية الصحراء
شهدت العلاقات بين المغرب وقبرص في عام 2022 تطورا ملموسا في مختلف أبعادها السياسية والاقتصادية والثقافية والاجتماعية، وهو ما ترتب عليه اعتراف قبرص بمخطط الحكم الذاتي الذي تقدم به المغرب سنة 2007 كحل نهائي لإنهاء النزاع المفتعل حول قضية الصحراء المغربية، وقد أعرب وزير الشؤون الخارجية القبرصي، يوانيس كاسوليدس عن هذا الاعتراف بمراكش سنة 2022، حيث اعتبر أن مخطط الحكم الذاتي الذي تقدم به المغرب الحل الأكثر جدية وواقعية لإنهاء نزاع الصحراء المغربية.

## مقارنة بين البلدين
هذه مقارنة عامة ومرجعية للدولتين:
| وجه المقارنة                                              | المغرب                                 | قبرص                                                                 |
| --------------------------------------------------------- | -------------------------------------- | -------------------------------------------------------------------- |
| المساحة (كم2)                                             | 710.85 ألف                             | 9.24 ألف                                                             |
| عدد السكان (نسمة)                                         | 36.07 مليون                            | 1.14 مليون                                                           |
| الكثافة السكانية (ن./كم²)                                 | 50.74                                  | 123.38                                                               |
| العاصمة                                                   | الرباط                                 | نيقوسيا                                                              |
| اللغة الرسمية                                             | اللغة العربية، أمازيغية معيارية مغربية | اليونانية الحديثة، اللغة التركية، لغة يونانية                        |
| العملة                                                    | درهم مغربي                             | يورو، جنيه قبرصي                                                     |
| الناتج المحلي الإجمالي (بليون دولار)                      | 109.14 مليار                           | 21.65 مليار                                                          |
| الناتج المحلي الإجمالي (تعادل القوة الشرائية) بليون دولار | 274.06 مليار                           | 26.73 مليار                                                          |
| الناتج المحلي الإجمالي الاسمي للفرد دولار أمريكي          | 2.88 ألف                               | 23.24 ألف                                                            |
| الناتج المحلي الإجمالي للفرد دولار أمريكي                 | 7.49 ألف                               | 30.24 ألف                                                            |
| مؤشر التنمية البشرية                                      | 0.628                                  | 0.850                                                                |
| رمز المكالمات الدولي                                      | +212                                   | +357                                                                 |
| رمز الإنترنت                                              | .ma                                    | .cy                                                                  |
| المنطقة الزمنية                                           | ت ع م+01:00                            | ت ع م+02:00، ت ع م+03:00، توقيت شرق أوروبا، توقيت شرق أوروبا الصيفي ‏ |

## منظمات دولية مشتركة
يشترك البلدان في عضوية مجموعة من المنظمات الدولية، منها:
| علم المنظمة | اسم المنظمة                               | تاريخ انضمام المغرب | تاريخ انضمام قبرص |
| ----------- | ----------------------------------------- | ------------------- | ----------------- |
|             | مؤسسة التنمية الدولية                     | 29 ديسمبر 1960      | 2 مارس 1962       |
|             | المنظمة الهيدروغرافية الدولية             | ?                   | ?                 |
|             | مؤسسة التمويل الدولية                     | 30 أغسطس 1962       | 2 مارس 1962       |
|             | منظمة حظر الأسلحة الكيميائية              | ?                   | ?                 |
|             | يونسكو                                    | 7 نوفمبر 1956       | 6 فبراير 1961     |
|             | الأمم المتحدة                             | 12 نوفمبر 1956      | 20 سبتمبر 1960    |
|             | الاتحاد الدولي للاتصالات                  | 1 نوفمبر 1956       | 24 أبريل 1961     |
|             | منظمة الشرطة الجنائية الدولية             | ?                   | ?                 |
|             | البنك الدولي للإنشاء والتعمير             | 25 أبريل 1958       | 21 ديسمبر 1961    |
|             | الاتحاد البريدي العالمي                   | ?                   | ?                 |
|             | المركز الدولي لتسوية المنازعات الاستشارية | 10 يونيو 1967       | 25 ديسمبر 1966    |
|             | وكالة ضمان الاستثمار متعدد الأطراف        | 17 سبتمبر 1992      | 12 أبريل 1988     |
|             | منظمة التجارة العالمية                    | 1995                | ?                 |
|             | الفريق المعني برصد الأرض                  | ?                   | ?                 |

## وصلات خارجية
- موقع وزارة الخارجية المغربية
- موقع وزارة الخارجية القبرصية